# Coriolano Malagavazzo

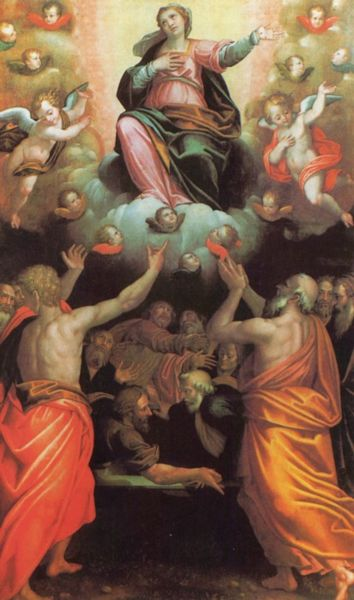
Coriolano Malagavazzo – Himmelfahrt Mariens (1587) in der Kapelle der Weißen Büßer in Levens, Alpes-Maritimes

Coriolano Malagavazzo (* um 1543/47 in Cremona; † 1599 in Mailand) war ein italienischer Maler religiöser Themen in der Zeit der Spätrenaissance bzw. im Manierismus.

## Leben
Über das Leben des Malers ist nur wenig bekannt. In Cremona geboren, verbrachte er einen Großteil seines Lebens in dieser Stadt, wo Bernardino Campi sein Lehrer war. Zusammen mit ihm schuf er mehrere Bilder für die Klosterkirche San Sigismondo. Doch unternahm er auch Reisen nach Oberitalien (Parma, Modena, Reggio nell’Emilia und Mailand), wo er wahrscheinlich auch kurzzeitig arbeitete. Doch keines seiner Werke ist signiert, und nur wenige können ihm – dank erhaltener Dokumente – zweifelsfrei zugeschrieben werden.